# California Capitols julgran

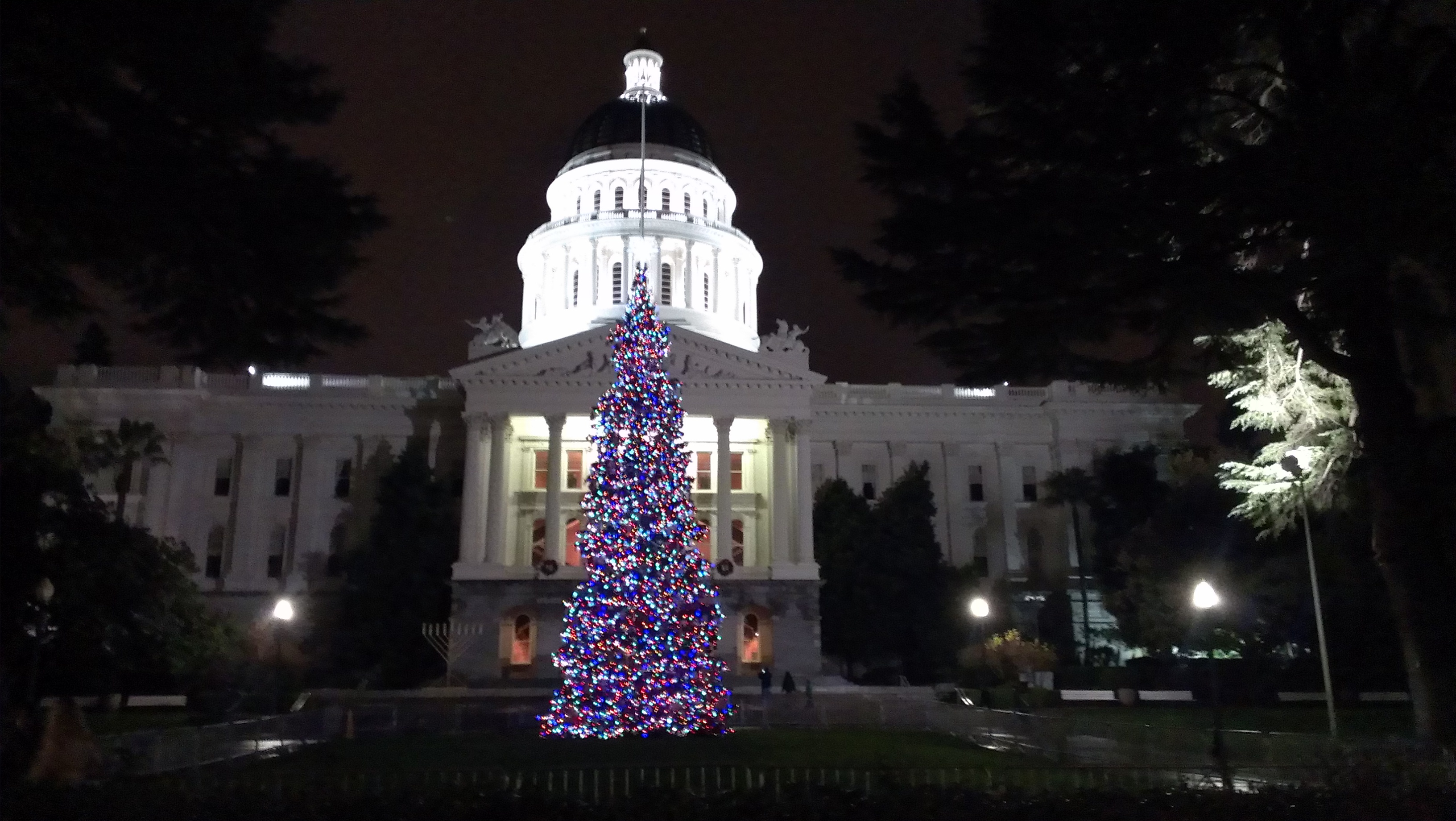
Julgranen framför California Capitol 2012

California Capitols julgran (1950–1999; 2004–) är en julgran som årligen reses i Sacramento, USA. Mellan 1999 och 2004 kallades granen California Capitols helggran för att man inte skulle stöta sig med de religiösa samfunden. Premiäråret var 1950, och granen kläs vanligen andra veckan i december varje år.
Runt jul fanns tidigare en  julkrubba på platsen, men den 35-åriga traditionen avbröts 1973 efter protester från medlemmar ur den judiska församlingen. År 2016 kompletterades julgranen åter med en julkrubba.